# Эшли Грэм (Resident Evil)
Эшли Грэм (англ. Ashley Graham) — вымышленный персонаж, впервые появившийся в Resident Evil 4 (2005).
По первоначальной задумке Эшли должна была стать вторым игровым персонажем, однако после серьёзных структурных изменений в команде разработчика от первоначальной концепции персонажа отказались и сделали её беззащитным компаньоном.

## Дизайн и концепция
Первоначально Эшли была создана как безымянный игровой персонаж, которого гейм-дизайнер Ясухиса Кавамура называл просто «Девушка». На ранних стадиях разработки игры она являлась вторым игровым персонажем, появляясь в ранних игровых сборках «Замок», «Галлюцинация» и «Зомби». В сценарии «Замок» безымянная девушка была подопытной, удерживаемой в подземной лаборатории. С помощью собаки BOW, обученной выполнять её приказы, ей удаётся сбежать. После выставки Tokyo Game Show 2002 сценарий «Замок», написанный Кавамурой и Нобору Сугимурой, был отклонён.
Разработка была возобновлена, когда на пост главного руководителя проекта пришёл Синдзи Миками, «Девушка» была переработана как дочь президента США и стала беззащитным компаньоном, которого Леон Скотт Кеннеди должен спасти и сопровождать на протяжении игры. В ремейке Resident Evil 4 (2023) характер Эшли был полностью переработан, появилось множество различных взаимодействий Леона с ней; команда постаралась расширить эпизоды взаимодействия Эшли с Леоном. Ясухиро Ампо сказал: «Мы хотели, чтобы она как персонаж была всегда рядом с вами и чтобы она оставила впечатление [у вас]. В оригинале, моменты, когда вам приходилось прятать её, отправляясь на сражения, доставляли некоторое удовольствие. Но моменты, когда Эшли просто исчезала на некоторое время, казались пустой тратой времени. Мы хотели избежать этого в ремейке».

### Образ
Кэролин Лоуренс, озвучившая Эшли Грэм в Resident Evil 4 (2005), описала своего персонажа как «уязвимого, потому что Леон все время должен приходить ей на помощь». В ремейке внешний вид Эшли был переработан; лицо персонажа было позаимствовано у модели Эллы Фрейи, тело — у популярной японской косплеерши и стримерши PeachMilky.

## Появления

### Resident Evil 4

Эшли в Resident Evil 4 (2005)

Эшли, студентка колледжа, живущая в штате Массачусетс, по пути домой становится жертвой похищения таинственным культом. Её увозят в Испанию и держат в плену в деревне, населённой людьми, инфицированными паразитами Лас-Плагас, контролирующими разум. Лидер культа, Осмунд Сэддлер, планирует заразить девушку паразитом для осуществления тайных целей культа. Её находит и спасает Леон Кеннеди, ставшим правительственным агентом. Вместе с ней он пытается помешать планам культа и сбежать. В дополнение к способности получать команды и выполнять простые задачи, Эшли по ходу игры ненадолго становится игровым персонажем.

### Другие появления

Эшли Грэм в Обитель зла: Бесконечная тьма

Фотография Эшли ненадолго появляется в анимационном мини-сериале от Netflix Обитель зла: Бесконечная тьма, действие которого происходит после событий Resident Evil 4. Её отец является главным героем в сериале.

## Отзывы
Эшли получила в основном негативный приём. Многие игровые СМИ критиковали её как одного из худших или раздражающих персонажей видеоигр. Чарли Барратт из GamesRadar использовал её как пример «любовного интереса с чистым сердцем», заявив, что такому персонажу не хватает индивидуальности. Самара Саммер из GamePro пожелала, чтобы Эшли не появлялась в ремейке Resident Evil 4, утверждая, что «она не может драться, не может освободиться и даже не может искать себе укрытие. Своими криками она тоже не мотивирует меня помогать ей».
Появление персонажа в ремейке Resident Evil 4 получило положительные отзывы критиков. Эшли Бардхан из Kotaku похвалила новую модель персонажа Эшли, особенно решение заменить её юбку шортами. Эд Смит из PCGamesN отметил, что Эшли теперь стала больше партнёром, чем девицей в беде.